# Disney+首映許可證電影列表
Disney+首映許可證（英語：Disney Premier Access）是迪士尼流媒體服務於2020年8月4日推出的基於Disney+的線上串流媒體視頻點播服務平台。與Disney+一樣，該服務主要以華特迪士尼影業集團旗下的電影內容為主，包括華特迪士尼影業、華特迪士尼動畫工作室、皮克斯動畫工作室、漫威影業和盧卡斯影業。
2020年8月，為了應對2019冠狀病毒病疫情對電影業的影響，迪士尼宣佈啓用Disney+首映許可證服務，《花木蘭》成为首部通過該服務上線的電影。所有通過Disney+首映許可證的電影在上線後的首三個月內均需要在擁有Disney+訂閱的同時額外付費29.99美元才可觀看。
從2021年8月13日上映的《脫稿玩家》開始，迪士尼宣佈後續上映的電影（包括2022年後與HBO Max合約終止後二十世紀影業的電影）不會再保持院線和Disney+首映許可證同步上映的發行模式，而是准許一部電影在電影院上映45天後於Disney+上發佈的發行模式。

## 電影列表
| 標題                     | 譯名                 | 類型                | 出品廠牌         | 首播日期                         | 時長        |
| 已上線                   | 已上線               | 已上線              | 已上線           | 已上線                           | 已上線      |
| ------------------------ | -------------------- | ------------------- | ---------------- | -------------------------------- | ----------- |
| Mulan                    | 《花木兰》           | 古装/戰爭/動作      | 華特迪士尼影業   | 2020年9月4日                     | 1小時55分鐘 |
| Raya and the Last Dragon | 《尋龍使者：拉雅》   | 動畫/冒險/奇幻/動作 | 華特迪士尼影業   | 2021年3月5日                     | 1小時47分鐘 |
| Cruella                  | 《時尚惡女：庫伊拉》 | 犯罪/喜劇/劇情      | 華特迪士尼影業   | 2021年5月28日                    | 2小時14分鐘 |
| Black Widow              | 《黑寡婦》           | 超級英雄/動作       | 漫威影業         | 2021年7月9日                     | 2小時13分鐘 |
| Jungle Cruise            | 《叢林奇航》         | 冒險/奇幻/喜劇      | 華特迪士尼影業   | 2021年7月30日                    | 2小時7分鐘  |
| Shock Wave 2             | 《拆彈專家2》        | 懸疑警匪戰爭動作片  | 寰宇影片發行     | 2021年11月16日（香港）           | 121分鐘     |
| Anita                    | 《梅艷芳》           | 傳記劇情            | 安樂影片有限公司 | 2022年2月2日（香港）(導演剪輯版) | 137分鐘     |

## 外部連結
- Disney+官方網站 （页面存档备份，存于）